# 釣りバカ日誌14 お遍路大パニック!
『釣りバカ日誌14 お遍路大パニック!』（つりバカにっしじゅうよん おへんろだいパニック）は、2003年9月20日公開の日本映画。釣りバカ日誌シリーズ第16作（レギュラーシリーズ第14作）。ロケ地は高知県。コマーシャルにはシーマンが登場している。

## あらすじ
長年伝助の上司だった佐々木課長が営業本部次長に昇進。後任の営業三課長には、これまで長年にわたり上海支社に出向していたエリート社員の岩田が就任することになる。引継ぎの際、三課の難点は一も二もなく問題社員伝助の存在。伝助の悪評を聞いた岩田は早速そんな彼を再教育すべく、まずは本人の素性調査を兼ねて飲みに誘う。ところがその日の夜、岩田は新人時代当時、鈴木建設のOLだった伝助の妻みち子に想いを寄せていた事が発覚。伝助に弱みを握られた岩田はこれ以降すっかり伝助のペースに乗せられてしまう。
ある日、自分自身をもう一度見つめなおそうと四国八十八箇所を巡るお遍路旅に出かけた社長のスーさん。そのスーさんを追うように、岩田を上手く言いくるめて休暇を取得した伝助は、スーさんのお供として一緒に旅をする。だが、伝助の四国へ来た本当の目的は霊場巡りではなく、もちろん「釣り」であった。そんな2人は道中意見が対立しながらも、途中に立ち寄った旅館で「土佐のはちきん」と呼ばれるみさきという女性に出会う。やがて、旅を終えて帰京する2人であったが、後日、上京したみさきは伝助に会うために鈴木建設を訪問。あいにく伝助は出張で不在だったため、居合わせた岩田が代わりに応対したが、やがて岩田はみさきの美しさと優しさ・気の強さに惹かれ始める。お互いバツイチということもあり、以来彼女の事が頭から離れられなくなった岩田は、ついに仕事を放棄してみさきのいる高知へ行く決心をする。

## キャスト
浜崎家
- 浜崎伝助（鈴木建設営業三課） - 西田敏行
- 浜崎みち子（妻） - 浅田美代子
- 浜崎鯉太郎（息子） - 持丸加賀

鈴木家
- 鈴木一之助（鈴木建設代表取締役社長） - 三國連太郎
- 鈴木久江（妻） - 奈良岡朋子

メインゲスト
- 中浜みさき（トラック運転手） - 高島礼子
- 岩田千吉（鈴木建設営業三課課長） - 三宅裕司

鈴木建設
- 秋山（専務） - 加藤武
- 堀田（常務） - 鶴田忍
- 原口（人事担当取締役） - 小野武彦
- 川島（営業担当取締役） - 國村隼
- 草森（秘書室長） - 斉藤洋介
- 佐々木和男（営業本部次長 / バーでトロンボーンを吹く男） - 谷啓
- 洋子（営業三課） - 西田尚美
- 鮎美（営業三課） - さとう珠緒
- 海老名（営業三課） - 濱口優（よゐこ）
- 前原（運転手） - 笹野高史

その他
- 太田八郎（ハマちゃんの隣人） - 中本賢
- バーテン - 有野晋哉（よゐこ）
- 中浜良介（みさきの息子） - 金井史更
- 柏島の男 - 松村邦洋
- 中村のタクシー運転手 - 間寛平
- 曽我 - 笑福亭仁鶴
- よさこい祭りの見物人 - 橋本大二郎高知県知事・孝子夫人

## スタッフ
- 監督 - 朝原雄三[注 1]
- プロデューサー - 瀬島光雄、深澤宏
- 原作 - やまさき十三（作）、北見けんいち（画）（小学館「ビッグコミックオリジナル」連載）
- 脚本 - 山田洋次、朝間義隆
- 撮影 - 近森眞史
- 美術 - 須江大輔
- 編集 - 石島一秀
- 主題歌 - 西田敏行「とりあえずは元気で行こうぜ」
- 音楽 - 岩代太郎
- 照明 - 土山正人
- 録音 - 鈴木肇
- 助監督 - 石川勝己

## ロケ地
- 高知県高知市
- 高知県中村市
- 高知県土佐清水市足摺岬
- 高知県大月町柏島

## 地上波放送履歴
| 回数  | テレビ局 | 番組名         | 放送日         |
| ----- | -------- | -------------- | -------------- |
| 初回  | TBS      | 水曜プレミア   | 2004年12月29日 |
| 2回目 | TBS      | 月曜ゴールデン | 2006年4月3日   |